# Arzon
Arzon (Arzhon-Rewiz trong tiếng Bretagne) là một xã located at the extremity of thvà Rhuys peninsula ở tỉnh Morbihan trong vùng Bretagne tây bắc Pháp. Xã này có diện tích 8,93 km², dân số năm 1999 là 2056 người. Khu vực này có độ cao từ 0-36 trung bình mét trên mực nước biển.
Ở đây có hai khu vực nghỉ dưỡng ven biển, có bãi biển dài. Cư dân của Arzon danh xưng trong tiếng Pháp là Arzonais.
Arzon kết nghĩa với Lahinch, Ireland.